# Stefano Mordini
Stefano Mordini (Marradi, 10 d'agost de 1968) és un guionista i director de cinema italià.

## Biografia
El seu primer treball Provincia meccanica (2005) va participar en competició al 55è Festival Internacional de Cinema de Berlín i va ser nominat a tres David di Donatello (millor primer llargmetratge, millor actor protagonista i millor actriu protagonista) i dos Nastri d'argento (millor director debut i millor actor protagonista);el 2012 amb Acciaio va estar a Venècia i va ser nominat a un Nastro d'argento (millor actor secundari); el 2016 va estar a la secció "Un Certain Regard" del 69è Festival Internacional de Cinema de Canes amb Pericle il nero, nominat a David di Donatello (millor guió adaptat). Els seus documentals són Paz '77 (Festival de Cinema de Torí), Il confine (Torino Film Festival), Come mio padre. Va realitzar una sèrie de documentals per a la revista Internazionale, entre els quals L'allievo modello (Buenos Aires Festival Internacional de Cinema Independent). El 2017 va dirigir la tercera telefilm de la sèrie Liberi sognatori La scorta di Borsellino - Emanuela Loi, amb Greta Scarano i Riccardo Scamarcio, emesa a 28 de gener de 2018 a Canale 5. El 2018 va dirigir la segona temporada de la sèrie de televisió Solo, i va rodar Il testimone invisibile, candidat a un David di Donatello ((millor guió adaptat) i dos Nastri d'argento (millor actor protagonista i millor actriu secundària); el 2019 va dirigir Gli infideli i Lasciami andare, pel·lícula de cloenda del 77a Mostra Internacional de Cinema de Venècia; el 2020 va dirigir La scuola cattolica.
Va ser professor de guió a la Universitat Lliure de Llengües i Comunicació IULM de Milà.
És parella de l'actriu Valentina Cervi. La parella té dos fills.

## Filmografia
- La tempesta – curtmetratge (1998)
- Armando Dolci - Vestiti - curtmetratge (1998)
- Paz '77 – documental (2001)
- L'allievo modello – documental (2002)
- Provincia meccanica (2005)
- Il confine – documental (2007)
- Acciaio (2012)
- Pericle il nero (2016)
- Il testimone invisibile (2018)
- Gli infedeli (2020)
- Lasciami andare (2020)
- La scuola cattolica (2021)
- Race for Glory: Audi vs. Lancia (2024)

### Televisió
- Essere Claudia Cardinale – documental TV (2005)
- La scorta di Borsellino - Emanuela Loi – film TV (2018)
- Solo 2 – serie TV (2018)

### Videoclip
- Carmen Consoli - Eco di sirene (1998)
- Il Genio - Pop porno (2008), Non è possibile (2009)
- Yo Yo Mundi - L'impazienza (1999)